# Hymn Bawarii
Hymn Bawarii (Gott mit dir, du Land der Bayern) – pieśń skomponowana przez Konrada Maxa Kunza w roku 1860, od lat sześćdziesiątych XX wieku hymn państwowy Bawarii.
Wersja instrumentalna bawarskiego hymnu państwowego.ⓘ

## Historia

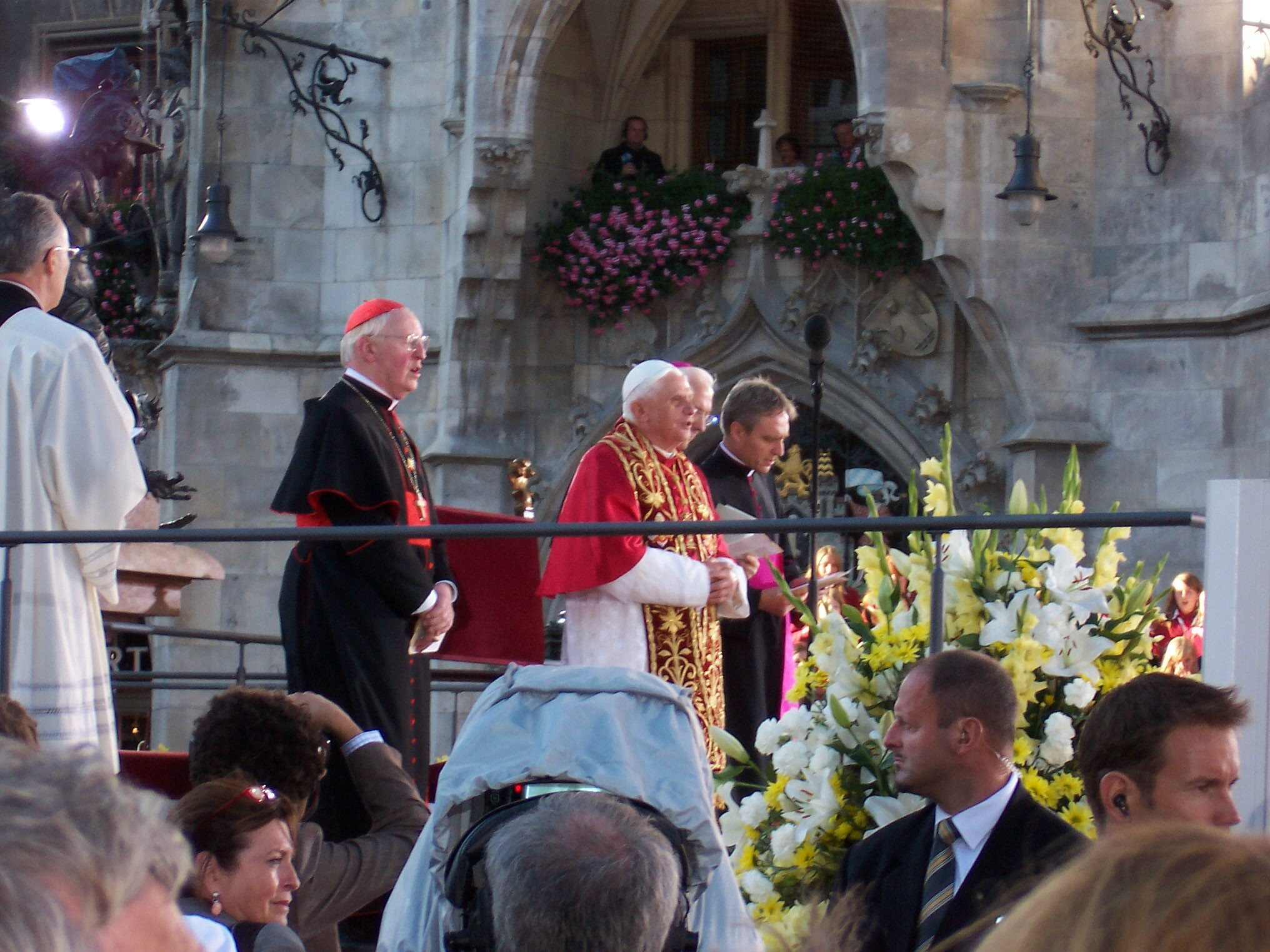
Papież Benedykt XVI. śpiewa hymn Bawarii 9 sierpnia 2006 na Marienplatz.

Melodię pieśni skomponował w roku 1860 Konrad Max Kunz. Autorem pierwszego tekstu pod tytułem Für Bayern jest Michael Öchsner. Obaj autorzy byli członkami towarzystwa muzycznego Bürger-Sänger-Zunft z siedzibą w Monachium, gdzie 15 grudnia 1860 roku wykonano utwór po raz pierwszy.
Hymnem państwowym Królestwa Bawarii była pieśń Heil unserm König, Heil! będąca adaptacją hymnu ku czci cesarza Józefa II Habsburga i śpiewana do melodii brytyjskiego hymnu God Save the King (Boże, chroń króla), podobnie jak hymn Rzeszy Niemieckiej z lat 1871–1918 Heil dir im Siegerkranz (Chwała Ci, w wieńcu zwycięzcy). W przeciwieństwie do oficjalnego hymnu królestwa, pieśń Für Bayern miała bawarskie korzenie, co stało się przyczyną jej popularności.
W ramach kampanii Bayernpartei mającej na celu oddzielenie się Bawarii od innych krajów niemieckich, bawarski poeta Joseph Maria Lutz pisze pod koniec lat czterdziestych XX wieku nowy tekst pieśni. Bayernpartei sprzeciwiała się przynależności Bawarii do Republiki Federalnej Niemiec i zarząd partii zlecił przygotowanie nowej wersji tekstu hymnu pozbawionej odwołań do Niemiec. Zastąpiono m. in zwroty „deutsche Erde” („ziemia niemiecka”) określeniem „Heimaterde” („Ziemia ojczysta”) oraz „Deutschlands Bruderstämme” („braterskie szczepy Niemiec”) określeniem „Stämme von Alpenrand zum Main” („plemiona od skraju Alp po Men”). Trzecia zwrotka utworu zawierała pierwotnie wezwanie do bawarskiego króla, aby chronił święte prawa ludu. Usunięty po upadku monarchii w roku 1919 z podręczników fragment tekstu zastąpiono nowym brzmieniem wzywającym do ochrony praw człowieka.
W 1953 roku ministerstwo kultury Bawarii realizując uchwałę sejmu krajowego zaleciło nauczanie pieśni w szkołach.
Pieśń jest wykonywana podczas oficjalnych uroczystości państwowych od roku 1964, a od roku 1966 jest określana jako hymn krajowy. Premier Bawarii Alfons Goppel w obwieszczeniu z 29 lipca 1966 roku zatwierdził jako obowiązujący tekst Josepha Marii Lutza, co doprowadziło do długoletnich dyskusji zwolennikami starego i nowego tekstu pieśni. Premier Franz Josef Strauß ustalił w roku 1980 brzmienie hymnu opierające się na pierwszych dwóch zwrotkach wersji Öchsnera.
W roku 1995 archiwista towarzystwa Bürger-Sänger-Zunft Johannes Timmermann odkrył najstarszy zapis nutowy pieśni. Z okazji 50 rocznicy uchwalenia bawarskiej konstytucji na jesieni 1996 roku odbyło się uroczyste wykonane tej wersji hymnu przez chór i orkiestrę towarzystwa.
Hymn państwowy Bawarii podlega ochronie przewidzianej w § 90a niemieckiego kodeksu karnego dla symboli państwowych.
W roku 1982 kabaret Biermösl Blosn opublikował parodię hymnu bawarskiego „Gott mit dir du Land der BayWa”, krytykującą wykorzystanie środków chemicznych w bawarskim rolnictwie. Utwór pierwotnie nie był nadawany na antenie Bayerischer Rundfunk. W roku 1998 ministerstwo kultury wycofało wydanie podręcznika do muzyki, w którym opublikowano utwór Biermösl Blosn.

## Pisownia słów określających barwy narodowe

Barwy narodowe Bawarii

Autor pierwszego tekstu, Michael Öchsner pisał słowa Weiß und Blau (Biały i błękitny) wielką literą, a nie jak to zwykle w języku niemieckim w przypadku przymiotników małą literą. Poeta chciał przez to wyrazić specjalne znaczenie wartości symbolizowane przez te barwy: czystość, szczerość, cnotę reprezentowane przez kolor biały i wierność wyrażoną kolorem błękitnym. Również w wersji współczesnej wyrazy oznaczające bawarskie barwy narodowe są zapisywane niekiedy wielką literą.

## Oficjalny tekst hymnu państwowego
Tekst hymnu państwowego ogłoszony przez premiera Bawarii Franza Josefa Straussa 18 lipca 1980 r.:
| Niemiecki | Polski |
| --- | --- |
| Gott mit dir, du Land der Bayern, deutsche Erde, Vaterland! Über deinen weiten Gauen walte Seine Segenshand! Er behüte deine Fluren, schirme deiner Städte Bau Und erhalte dir die Farben Seines Himmels, weiß und blau! Gott mit dir, dem Bayernvolke, dass wir, uns'rer Väter wert, fest in Eintracht und in Frieden bauen uns'res Glückes Herd! Dass mit Deutschlands Bruderstämmen einig uns ein jeder schau und den alten Ruhm bewähre unser Banner, weiß und blau! | Niech Bóg będzie z wami, kraino Bawarii, ziemio niemiecka, Ojczyzno! Jego błogosławieństwo niech spoczywa na twoim szerokim terytorium. Pan będzie strzegł waszych korytarzy, osłaniał wasze miasta i zachowa dla was kolory swojego królestwa, biały oraz niebieski. Bóg z wami, narodzie bawarski, my, godni naszych ojców, mocno w harmonii i pokoju, budujemy nasze ognisko szczęścia! Nasi przeciwnicy widzą nas zjednoczonych. z braterskimi plemionami Niemiec. i czcimy chwałę naszego biało-niebieskiego sztandaru! |

## Inne wersje tekstu

### Autor: Joseph Maria Lutz
Tekst autorstwa Josepha Marii Lutza z lat czterdziestych XX wieku, w wersji z obwieszczenia premiera Goppela z 29. lipca 1966:
1. Gott mit dir, du Land der Bayern,

Heimaterde, Vaterland!

Über deinen weiten Gauen

walte Seine Segenshand!

|: Er behüte deine Fluren,

schirme deiner Städte Bau

und erhalte dir die Farben

deines Himmels, weiß und blau! :|
2. Gott mit uns, dem Bayernvolke,

wenn wir, unsrer Väter wert,

stets in Eintracht und in Frieden

bauen unsres Glückes Herd;

|: Dass vom Alpenland zum Maine

Jeder Stamm sich fest vertrau

Und die Herzen freudig eine

unser Banner, weiß und blau! :|
3. Gott mit uns und Gott mit allen,

die der Menschen heilig Recht

treu beschützen und bewahren

von Geschlechte zu Geschlecht.

|: Frohe Arbeit, frohes Feiern,

reiche Ernten jedem Gau!

Gott mit dir, du Land der Bayern

unterm Himmel, weiß und blau! :|

### Autor: Michael Öchsner
Wiersz Michaela Öchsnera w wydaniu z lat 1860/1861, po drobnych zmianach uznany przez autora jako jedynie obowiązująca wersja:
Für Bayern
Gott mit dir, du Land der Bayern,

Deutsche Erde, Vaterland!

über deinen weiten Gauen

ruhe Seine Segenshand!

Er behüte deine Fluren,

schirme deiner Städte Bau

und erhalte dir die Farben

Seines Himmels Weiß und Blau.
Gott mit uns, dem Bayernvolke,

dass wir, unsrer Väter wert,

fest in Eintracht und in Frieden

bauen unseres Glückes Herd;

dass mit Deutschlands Bruderstämmen

einig uns der Gegner schau,

und den alten Ruhm bewähre

unser Banner Weiß und Blau!
Gott mit ihm, dem Bayern-König,

Segen über sein Geschlecht!

Denn mit seinem Volk im Frieden

wahrt Er dessen heilig Recht!

Gott mit ihm, dem Landesvater,

Gott mit uns in jedem Gau,

Gott mit dir, du Land der Bayern,

Deutsche Heimat Weiß und Blau.

### Odmiany tekstu Öchsnera
Für Bayern
Gott mit dir, du Land der Bayern,

Deutsche Erde, Vaterland!

Über deinen weiten Gauen

ruhe Seine Segenshand!

Er behüte deine Fluren,

schirme deiner Städte Bau

und erhalte dir die Farben (und der Himmel dir erhalte)

Seines (Gottes) Himmels Weiß und Blau!(Seine Farben Weiß und Blau!)
Gott mit uns, dem Bayernvolke,

dass wir, unserer Väter wert,

fest in Eintracht und in Frieden

bauen unseres Glückes Herd!

Dass mit Deutschlands Bruderstämmen [dass in Not und in Gefahren](dass der Freund da Hilfe finde,)

einig uns der Gegner schau

und den alten Ruhm bewähre [wo die Rautenbanner wehen,]

unser Banner Weiß und Blau. [unsre Farben, Weiß und Blau]
Gott mit ihm, dem Bayer-König!

Segen über sein Geschlecht! (Vater Max aus Wittelsbach)

Denn mit seinem Volk in Frieden (über seinem Hause wölbe)

wahrt Er dessen heilig Recht. (sich des Himmels schirmend Dach)

Gott mit ihm, dem Landesvater!(Gott erhalte uns den Herrscher,)

Gott mit uns in jedem Gau! (Volkes Glück in jedem Gau!)

Gott mit dir, du Land der Bayern,(reiner Sitte, deutscher Treue)

Deutsche Heimat Weiß und Blau! (ew’ge Farben Weiß und Blau!)

### Wersja Johannesa Timmermanna na podstawie tekstów Lutza i Öchsnera
Trzecia zwrotka w wersji Johannesa Timmermanna, opracowana na podstawie tekstów Lutza i Öchsnera:
Gott mit uns und Gott mit allen,

die der Menschen Heilig Recht

treu behüten und bewahren

von Geschlechte zu Geschlecht!

Gott mit dem, der Recht und Frieden

uns bewahrt in jedem Gau!

Gott mit dir, du Land der Bayern

deutsche Heimat Weiß und Blau!

### Konkurs z 2012
W 2012 ogłoszono konkurs na nową trzecią zwrotkę hymnu. Zwycięska wersja zawiera pochwałę integracji europejskiej i równouprawnienia płci. Wniosek SPD, aby włączyć ją do oficjalnego hymnu, został jednak odrzucony przez parlament krajowy.
Gott mit uns und allen Völkern,

ganz in Einheit tun wir kund:

In der Vielfalt liegt die Zukunft,

in Europas Staatenbund.

Freie Menschen, freies Leben,

gleiches Recht für Mann und Frau!

Goldne Sterne, blaue Fahne

und der Himmel, weiß und blau.